# Assen Slatarow

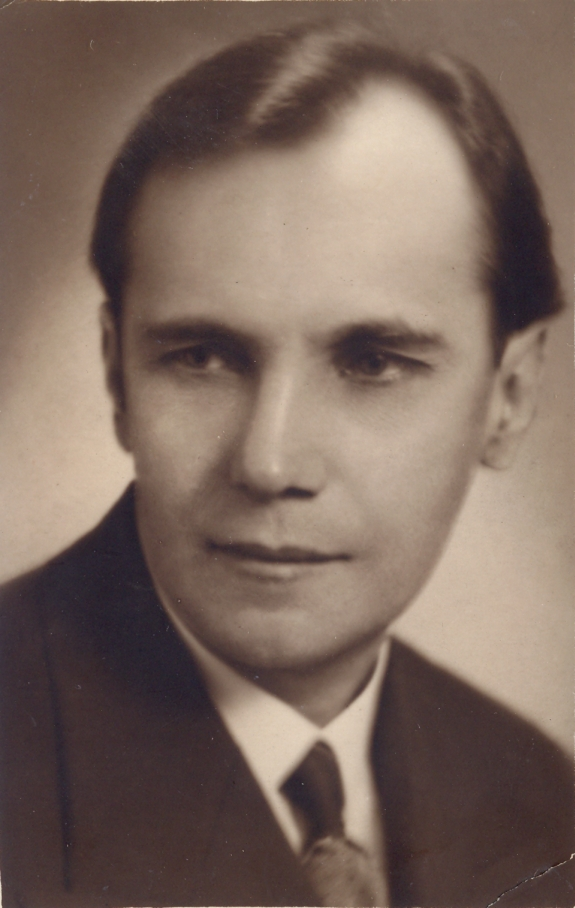
Assen Slatarow

Assen Christow Slatarow (bulgarisch Асен Христов Златаров; * 4. Februar 1885 in Chaskowo; † 22. Dezember 1936 in Wien) war ein bulgarischer Chemiker.

## Leben
Slatarow trat 1906 der Bulgarischen Sozialdemokratischen Arbeiterpartei bei. Er studierte Chemie in Genf und spezialisierte sich 1909/1910 auf Lebensmittelchemie mit einem Studium in München. Ab 1924 war er als Professor an der Universität Sofia tätig.
Slatarow gilt als Begründer der Biochemie in Bulgarien. In seinen wissenschaftlichen Arbeiten befasste er sich mit dem Nährwert, Energiegehalt und der Zusammensetzung von Lebensmitteln. Er veröffentlichte auch Beiträge in der in Burgas erscheinenden Zeitung Burgaski far. Nach ihm ist die Assen-Slatarow-Universität Burgas benannt.
In der Fernsehshow Welikite Balgari wurde Assen Slatarow im Jahr 2006 von den bulgarischen Fernsehzuschauern auf Platz 100 der größten Bulgaren gewählt.